# Église d'Undløse
L'église d'Undløse (en danois : Undløse Kirke) est une église protestante luthérienne membre de l'Église du Danemark et située dans le village d'Undløse (da) à environ 17 km au sud-ouest de Holbæk, dans la partie occidentale de l'île de la Seeland, au Danemark.  
La fondation de l'église, de style roman, date de la fin du XIIe siècle.  
L'église est connue pour ses fresques du début du XVe siècle et pour son retable baroque et sa chaire, tous deux sculptés par Abel Schrøder (da).
Les fresques du XVe siècle sont une œuvre d'un maître anonyme connu sous l'appellation de maître de Fogdö, également connu comme Union Champion ou maître d'Undløse (danois : Undløsemester (da)). Celle de La Résurrection (da) est reprise dans la liste des œuvres du Canon de la culture danoise.